# بودویچیه (استان وارمی-ماسوری)
بودویچیه (به لهستانی:  Budwiecie) یک روستا در لهستان است که در گمینا دوبنگنکی واقع شده‌است. بودویچیه ۱۲۰ نفر جمعیت دارد.